# 南市区 (上海市)
南市区是中华人民共和国上海市已撤销的一个市辖区。位于上海市中心城区东南部，东、南濒黄浦江，与浦东新区隔江相望，西邻卢湾区，北接黄浦区。全区总面积为8.29平方公里，户籍人口435,420人（2000年6月底）。区人民政府驻陆家浜路1100号。2000年6月13日，国务院批复同意撤销南市区，并入黄浦区。

## 名称由来
清道光二十三年（1843年）11月17日，上海开埠。外商洋行在英租界大马路开辟商场:2，与上海县小东门十六铺一带的原有商业市场形成“北市”、“南市”相对的格局:2，后“南市”逐渐演变为区域地名。

## 历史沿革

### 古代
南北朝时期，南市区境域成陆，唐天宝十载（751年），割昆山南境、嘉兴东境、海盐北境，置华亭县，区境属华亭县东北部。元至元二十八年七月己未（1291年8月19日），元廷批准割华亭县东北高昌、长人、北亭、海隅、新江5乡26保设上海县，隶松江府，区境属上海县高昌乡25保。

### 晚清
清光绪二十二年（1896年）夏，成立南市马路工程局。光绪二十三年十一月初四（1897年11月27日），南市马路工程局改称南市马路工程善后局，管理浦滩、收捐、修路、稽查及开办电厂等事务。光绪三十一年（1905年）夏，撤销南市马路工程善后局，同年九月十八（1905年10月16日），地方绅商公董组织成立上海城厢内外总工程局，管辖上海县城内四区及县城外三区。宣统元年（1909年）1月，清廷颁布《城镇乡地方自治章程》，令各地设立自治公所。同年五月初一（1909年6月18日），上海城厢内外总工程局改组为上海城厢内外自治公所，拥有部分市政建设、民政、地方税收及公用事业管理权，区域包括上海城、东泾镇、蒲松镇、法华乡、漕河泾乡、引翔乡、杨思乡、三林乡、陈行乡、曹行乡、塘湾乡、北桥乡、颛桥乡、马桥乡、闵行乡:69。宣统二年(1910年)初，上海城厢内外自治公所首次进行选举，成立自治公所董事会，李平书任总董。宣统三年九月十四（1911年11月4日），上海光复。同年九月十七（1911年11月7日），上海城厢内外自治公所改组为上海县属上海市政厅，继续办理自治事务，莫锡纶为市长。

### 中华民国时期
民国元年（1912年）4月，根据江苏省暂行市乡制，上海县城厢称上海市。民国3年（1914年）2月3日，袁世凯下令停办地方自治，上海市政厅改为上海工巡捐局，管理工程、卫生及征收工程卫生捐税。民国7年（1918年），上海工巡捐局改为沪南工巡捐局。民国13年（1924年）11月，恢复地方自治，沪南工巡捐局改组为上海市公所，管辖沪南区域。民国16年（1927年）7月7日，上海特别市成立，接收上海市公所。
民国17年（1928年）3月30日，上海特别市政府接管原属上海县、宝山县的17个市、乡，并改称为区，原管辖上海县城厢内外地区的上海市公所的“上海市”之称，因含义太广、界说太多，故改称沪南区。民国26年（1937年）8月13日，淞沪会战爆发，同年11月11日，区境沦陷。同年12月5日，上海市大道政府成立，同日公布《上海市大道政府暂行组织法》，规定的管辖区域包含由原沪南区改称的南市区:3。
民国27年（1938年）4月28日，上海市大道政府更名为督办上海市政公署，同年7月26日，南市区政务署成立。同年10月16日，督办上海市政公署改组为上海特别市政府。民国28年（1939年）1月1日，南市区政务署改为南市区区公署。民国30年（1941年）12月11日，上海特别市政府撤销南市区区公署，区境归上海特别市政府直辖。民国32年（1943年）12月恢复:45，改称第七区:45。民国33年（1944年）8月撤销第七区，区境仍由上海特别市政府直辖:45。
民国34年（1945年）9月，国民政府接管上海，将上海全市划分为32个区，区境分属第三区（邑庙区）和第四区（蓬莱区）。同年12月16日，蓬莱区公所在蓬莱路121号成立。同年12月21日，邑庙区公所在方浜中路116号成立。民国38年（1949年）6月3日，邑庙区接管委员会和蓬莱区接管委员会分别在方浜路457号广福寺内和王家码头路285号成立。

### 中华人民共和国时期
1950年7月2日，在警厅路47号成立蓬莱区人民政府，撤销蓬莱区接管委员会。同年7月3日，在大方弄43号成立邑庙区人民政府，撤销邑庙区接管委员会。1955年，根据《中华人民共和国地方各级人民代表大会和地方各级人民委员会组织法》规定:110，同年7月，邑庙区和蓬莱区分别成立邑庙区人民委员会和蓬莱区人民委员会，不再使用邑庙区人民政府和蓬莱区人民政府的名称:110。1956年3月31日，上海市人民委员会决定撤销嵩山区建制，以合肥路由东向西，至黄陂南路向北至复兴中路向西，马当路折向北经连云路达延安中路作为分界线，东北部并入邑庙区。同时，蓬莱区复兴东路以北、方浜西路以南、西藏南路以东、中华路以西的地段地段划归邑庙区。
1959年12月3日，上海市人民委员会决定撤销邑庙区和蓬莱区的建制，合并为南市区。1961年2月10日，浦东县建制撤销，其所属的周家渡、塘桥两地区划归南市区，1967年1月24日，上海工人造反总司令部南市区分部等造反派组织召开夺权大会，南市区人民委员会被迫停止办公。1967年4月1日，成立南市区“抓革命、促生产”办公室。同年7月13日，成立南市区革命委员会筹备委员会。1968年1月26日，成立南市区革命委员会。1980年8月，成立南市区人民政府。1982年1月9日，位于川沙县杨思公社境内的上钢住宅小区划归南市区管辖。1984年9月30日，川沙县杨思、六里、严桥三个乡的部分地区划归南市区。1986年10月15日，上海市市长江泽民陪同英国女王伊丽莎白二世参观游览豫园及豫园商场。1988年5月13日，川沙县杨思镇全部及杨思乡的部分地区（包括川杨河水域）划归南市区。
1993年1月1日，浦东新区成立
，南市区黄浦江以东的周家渡街道、南码头街道、上钢新村街道、塘桥街道及杨思镇划归浦东新区。同年3月19日，正式向浦东新区管委会划交周家渡街道、南码头街道、上钢新村街道、塘桥街道及杨思镇的行政管理职权。2000年6月13日，国务院批复同意撤销南市区，并入黄浦区。同年7月1日上午，上海市人民政府在黄浦区九江路700号南新雅大酒店召开由中共上海市委副书记、上海市人民政府常务副市长陈良宇主持的黄浦、南市两区“撤二建一”领导干部大会，会上由上海市人民政府副市长冯国勤宣读了《国务院关于同意上海市撤销黄浦区、南市区设立新的黄浦区的批复》。

## 行政区划
至南市区撤销前夕，南市区人民政府共下设五个街道办事处：小东门街道、豫园街道、老西门街道、董家渡街道、半淞园路街道。